# Parodia fusca
Parodia fusca är en kaktusväxtart som först beskrevs av Friedrich Ritter, och fick sitt nu gällande namn av Rogoz. och P.J. Braun. Parodia fusca ingår i släktet Parodia och familjen kaktusväxter. Inga underarter finns listade i Catalogue of Life.